# Station Ware
Ware is een spoorwegstation van National Rail in East Hertfordshire in Engeland. Het station is eigendom van Network Rail en wordt beheerd door Greater Anglia. 